# La mujer de otro
La mujer de otro és una pel·lícula dramàtica espanyola del 1967 dirigida per Rafael Gil Álvarez i protagonitzada per Martha Hyer, Analía Gadé i John Ronane. El guió és basat en la novel·la homònima de Torcuato Luca de Tena sobre les conseqüències d'un adulteri. Nati Mistral hi canta algunes cançons.

## Sinopsi
Ana i Andrés van ser promesos quan eren adolescents, però ell la deixa per marxar a estudiar a París amb una beca sense acomiadar-se. Molts anys després són casats i amb fills, i es tornen a trobar. Ana no oblida el succeït, però tot i així accedeix a trobar-se amb Andrés perquè encara en segueix enamorada. A aquesta cita en segueixen d'altres, i finalment decideixen passar junts una setmana a Mallorca.

## Repartiment
- Martha Hyer - Ana María
- Analía Gadé  - Pepa
- John Ronane - Andrés
- Ángel del Pozo - Enrique
- Elisa Ramírez - Alicia
- Manuel Alexandre  - Policía
- María Francés
- Pastora Peña
- Erasmo Pascual - Homre del bar
- Rafaela Aparicio - Dona del bar
- Rafael Hernández - Conductor d'excavadora
- Ángel de Andrés - Taxista
- Ana María Noé
- Alberto Dalbés  - Santiago
- Fosco Giachetti  - Alberto
- Inma de Santis - Ana María de nena[4]

## Premis
Als Premis del Sindicat Nacional de l'Espectacle de 1967 va guanyar els premis al millor guió i a la millor fotografia.